# Pilar de Vicente-Gella
María Pilar Esther de Vicente-Gella Capo (n. 23 aprilie 1942, Zaragoza, Aragon, Spania – d. 30 aprilie 2016, Madrid, Spania) a fost scriitoare și balerină spaniolă care s-a remarcat mai ales pentru poeziile și operele de ficțiune pe care le-a scris.

## Viața
S-a născut la Zaragoza, pe data de 23 aprilie 1942, la orele 6:10 , în sânul unei familii înstărite, ce se consacrase avocaturii și manifestase tendințe liberale. Era fata mai mică a lui María Pilar Capó Bonnafous și Agustín Vicente Gella, avocat al statului, profesor de drept comercial la Facultatea de Drept a Universității din Zaragoza, care va ajunge prodecan al Facultății de Drept și apoi rector al respectivei Universități. Nașul ei a fost Fausto Vicente Gella, fratele tatălui și avocat al Consiliului de Stat. Bunicul din partea tatălui,  Agustín Vicente Pérez, a fost primar al orașului Teruel, iar cel din partea mamei, Juan Capó, a deținut o funcție înaltă la Banca Spaniei. Rudele din partea tatălui erau din Teruel, iar cele din partea mamei, erau din Mallorca. Părinții i-au transmis dragostea pentru artă, în deosebi pentru muzică. Mama cânta la pian, iar tatăl adora opera. Pilar de Vicente-Gella a moștenit o pasiune fără margini pentru operă. Totodată, a trăit înconjurată de tablouri, fiind de asemenea pasionată de pictură. Pe de altă parte,  s-a mândrit întotdeauna că s-a născut la 23 aprilie, dată la care su încetat din viață Miguel de Cervantes și William Shakespeare (1616), Ziua Cărții și în prezent sărbătoare a Comunității Autonome Aragón,  ziua respectivă fiind închinată Sfântului Gheorghe (San Jorge). 
Cea mai mare parte a copilăriei și-a petrecut-o între casa de la numărul 23 de pe Paseo de la Independencia din Zaragoza și cea din Teruel, cu unele călătorii ocazionale la Madrid, Barcelona, Paris sau Milano, la spectacole de operă în săli precum  Liceo din Barcelona sau Scala din Milano. În copilărie a avut o suferință îndelungată, de pe urma căreia a rămas, pentru o bună parte a vieții, cu o sănătate delicată.
În anii ’60 a locuit la Paris, Cannes și Montecarlo. În mai 1968 îl cunoaște pe diplomatul spaniol Fausto Navarro Izquierdo  ,  și el aragonez, deși se născuse la San Salvador, numit la Paris. La 3  iulie 1969 se mărită cu el, în  Zaragoza și după un voiaj de îndrăgostiți pe Mediterana și pe Marea Neagră, se mută la Paris. La 26  februarie  1971 se naște primul ei copil, la Neuilly Sur Seine.  Urmează un an de ședere la Paris. În 1974, soțul este numit consul general al Spaniei la Liverpool, unde se va naște băiatul cel mic. În 1978 se mută la New Delhi. India a fascinat-o profund pe Pilar de Vicente-Gella. În 1980, soțul a fost desemnat ambasador al Spaniei în Abu Dhabi.
În 1982 începe acțiunea de divorț. La despărțire, ia hotărârea de a se muta împreună cu copiii, la Madrid, pornind aproape de la zero. 
La 20 ianuarie 1984 îi moare tatăl, ceea ce a însemnat o grea lovitură pentru ea, considerându-l drept persoana pe care a iubit-o cel mai mult în viața. În anii care au urmat, în familie au avut loc mai multe decese. La 17  iulie 1993 îi moare mama.
Nu mult după instalarea ei la Madrid, a început să frecventeze cercurile literare din capitala Spaniei, ceea ce i-a permis să cunoască numeroși artiști și artiste și, cu deosebire, poeți, printre care Jesús Hilario Tundidor și Claudio Rodríguez, originari din Zamora,  Antonio González Guerrero din Bierzo sau Rafael Soto Vergés, din Cádiz, participând împreună  la lungi serate de convorbiri literare și filozofice, recitând din ultimele lor compoziții poetice. 
La începutul anilor 2000, sănătatea începe să i se deterioreze.  
La 7  octombrie  2011 se naște prima sa nepoată, iar la 10 octombrie 2013 cea de-a doua . 
La 30 aprilie 2016 Pilar de Vicente-Gella se stinge din viață, în locuința din Madrid, înconjurată de tablouri și DVD-uri cu  muzică din opere.  Funeraliile au avut loc la Real Ermita de San Antonio de la Florida, în cartierul ei din Madrid, pe 6  mai 2016. Începând cu 9  mai, urna cu rămășițele ei pământești se odihnește în nișa tatălui, din cimitirul municipal din Teruel. 

## Pilar de Vicente-Gella și baletul clasic
Deși inițial a început să scrie în copilărie, vocația artistică a lui Pilar de Vicente-Gella a fost exprimată în primul rând prin balet clasic. Ea a început să studieze în Zaragoza, la școala doamnei Maria de Avila. Și-a perfecționat tehnica în Franța, luând lecții cu o profesoară rusoaică, folosind adevărata metodă Vaganova. Asta i-a permis să facă parte din compania de balet a operei din Monte Carlo, în stagiunea 1967-68, când a ajuns să împartă scena cu marele Rudolf Nuriev. Cu toate acestea, când abia începuse și părea că va avea o carieră profesională în balet, a renunțat la aceasta și s-a căsătorit. 
Întorcându-se în Spania, a profitat de prezența Mariei de Avilla la conducerea Institutului Național de Arte Scenice și Muzică și, începând cu 1 decembrie 1983 a început să predea lecții de balet in cadrul institutului.. După câțiva ani, în urma unor divergențe cu conducerea instituției,  nu i s-au mai acordat ore de predare. 

## Carieră literară

### Începuturile  până în 1985
Pilar de Vicente-Gella a început să scrie din copilărie . La 14 ani, după cum povestea,  a fost finalistă într-un concurs literar
În perioada șederii de doi ani la New Delhi, între 1978 și 1980, a publicat în Heraldo de Aragón numeroase artícole, reportaje și cronici referitoare la cultură și la relațiile sociale. A mai publicat, de asemenea, în ziarul mai sus amintit și unele povestiri. 
Tot in New Delhi, în 1981, a publicat prima sa carte: El transplante y otras narraciones para casi adultos (Transplantul și alte narațiuni pentru cei care sunt aproape adulți). A dedicat cartea soțului și copiilor, iar tatăl ei a scris câteva pagini “în loc de prefață”.
După această primă carte, a scris, în limba engleză, The Man with White Slacks (Omul cu pantaloni albi), publicată în Statele Unite în 1985. Cu toate că până în acel moment cele două cărți publicate erau în proză, cea de-a doua ar putea fi considerată drept o trecere spre perioada cea mai prolifica a activitații sale, concentrată pe poezie. Fiind o proză cu o mai mare încărcătură poetică decât povestirile scurte din El transplante (Transplantul), a dedicate-o “amintirii omului care i-a arătat calea către iubirea fluturilor”,  respectiv tatălui său.

### Perioada cea mai prolifică poetic, 1987-2000
Începând cu 1985,  ea s-a concentrat asupra poeziei. Prima sa carte cu poeme a fost La eterna prometida (Veșnica logodnică), publicată în 1987, în  colecția de poezii Aquario, a  editurii Andrómeda, colecție îngrijită de Leoncio García-Jiménez, cel ce a semnat și prefața cărții.  “Veșnica logodnică” a căutat să prezinte moartea drept ceva dorit, fără teamă, precum o logodnică, o soră, o mamă sau o amantă, fiind egala tuturor și care face posibilă atingerea liniștii. Cartea a fost dedicată mamei sale.
În același an, a fost selectată pentru publicarea volumului Voces nuevas (Voci noi),  la editura Torremozas, condusă de Luzmaría Jiménez Faro, cu patru poeme: ¿Te imaginas? (Îți imaginezi?), Huida incandescente (Fuga incandescentă), Y los jinetes llegaron (Au ajuns și călăreții) și Con diez palomas vino (A venit cu zece porumbei). Aceasta a fost prima colaborare dintre scriitoare și editor, Luzmaría Jiménez Faro, urmată de altele, până la decesul ambelor , la o diferență puțin mai mare de un an. 
Doi ani mai târziu, a publicat la  Bilbao volumul A través de mi noche (Prin noaptea mea), în Studiul de Proiecție Editorială (Estudio de Proyección Editorial).
În 1990 a apărut Cuarto creciente (Al doilea pătrar), în colecția  de poezii Tagore a editurii Andromeda, colecție din nou condusă de Leoncio García-Jiménez. Lucrarea constituie un dialog între amanți, într-o grădină din Al-Andalus. Pentru această carte de poezii, autoarea a cercetat și a folosit un număr mare de cuvinte spaniole de origine arabă. Cartea cuprinde câteva pagini scrise de poetul palestinian Mahmud Sobh “în loc de prefață”. A fost închinată amintirii unchiului ei, Fausto Vicente Gella, “poetul forumului” (“poeta del foro”).  Cartea a fost lansată la 6  iunie 1990, la Biblioteca Nacional, când au participat  Leoncio García-Jiménez, Mahmud Sobh și poetul filolog Antonio González Guerrero.
În 1990 și în 1991 a fost premiată la primele două concursuri de poezie, “Pan de Trigo” (“Pâine de grâu”) din La Solana, provincia Ciudad Real, respectiv cu premiile “La Espiga” și “La Tahona”.
În 1993, a publicat la New Delhi,  A orillas del Yamuna - On the Banks of the Yamuna (La țărmul Yamunei), lucrare scrisă în realitate  chiar înainte de publicarea volumului La eterna prometida (Veșnica logodnică),  Este o culegere de poezii în care caută să exprime fascinația pe care i-a provocat-o întotdeauna India și mai ales capitala sa. Cartea a fost scrisă în spaniolă și publicată într-o ediție bilingvă, în spaniolă-engleză. A fost tradusă de hispanistul Shyama Prasad Ganguly Arhivat în 20 septembrie 2016, la Wayback Machine., director și redactor la Revista indiană de studii spaniole șl ibero-americane, care a semnat și prefața.

În 1994 obține premiul întâi la concursul de poezie al Primăriei din La Solana (Ciudad Real).
În 1995 publică La casa abandonada (Casa părăsită),  la editura Torremozas. În această lucrare, autoarea își dezvăluie simțămintele în momentele în care, după moartea mamei sale, în iulie1993a trebuit să părăsească locuința din Paseo de la Independencia nr. 23, din Zaragoza.
În 1997 obține premiul întâi de poezie “Nicolás del Hierro”, acordat de Primăria din Piedrabuena, din provincia Ciudad Real, pentru cartea Si por mi nombre alguna vez me llamas (De mă vei chema vreodată pe nume). Din juriu au făcut parte  Joaquín Benito de Lucas, Pedro Antonio González Moreno, Francisco Caro Sierra și Nicolás del Hierro. În calitate de secretar,  Mercedes Navas Laguna. A dedicat cartea prietenului Juan José Junquera Arhivat în 19 septembrie 2016, la Wayback Machine., profesor de istorie a artei. 
Aproape în același timp, a fost finalistă la premiul Puente de Ventas din 1997 cu romanul  Por amor a Wolfgang Amadeus (De dragul lui Wolfgang Amadeus), o povestire despre o femeie divorțată care muncește ca infirmieră, cu o  mamă bolnavă, o fată la studii la Londra, un vecin amabil și un iubit cu zece ani mai tânăr, care locuiește pe Bulevardul  Donostiarra, din cartierul Ventas del Espíritu Santo, și căruia îi plăcea să se plimbe prin parcurile Eva Perón și Fuente del Berro și să cumpere din piața Canillas, dar care acum trebuie să stea acasă, aproape în fiecare după-amiază, ca să-și îngrijească mama și care își împarte bucuriile și greutățile cu Mozart. A dedicat cartea copiilor ei.
Juriul a fost alcătuit din Enrique de Aguinaga, în calitate de președinte; Luis Prados de la Plaza, Ángel del Río , Rafael Simancas, Manuel Lindo, Ángel Sagredo, Juan Van-Halen, Javier Delgado, Pedro Calvo Hernando, José Fradejas, Valentina Gómez Mampaso și Lorenzo López Sancho, în calitate de membri și  Vicente Díez Zazo drept secretar.
În 2000, Consiliul Regional din Zaragoza i-a publicat En el frágil costado de la infancia (Pe coasta șubredă a copilăriei). Poetul Rafael Soto Vergés a semnat prefața. A închinat volumul doamnei Rosa María Aranda, poetă la rândul său, precum și fiicei acesteia, cu care a împărtășit cariera profesională din balet. 
Pe lângă lucrările publicate, în această etapă, a scris numeroase alte lucrări rămase inedite, cum ar fi cele de poezie Volver al Yamuna (Întoarcerea la Yamuna),  în proză, La niña azul (Fetița albastră), cuprinzând amintiri din copilărie, sau  El rapto (Răpirea), roman despre adolescență.

### Etapa cu activitate redusă: 2000-2014
Începând cu anul 2000, activitatea ei literară se reduce pe măsură ce sănătatea I se deteriorează. La 10 aprilie  2003 a luat parte la “Arco Poético Arhivat în 11 iulie 2013, la Wayback Machine.”, fiind prezentată de Jesús de la Peña 
A avut nevoie de circa șase ani ca să-și pregătească următoarea carte de poeme, Requiem de Julio (Recviem de iulie), lansată în 2006 în Colectia Torremozas ( Colección Torremozas )  și care are drept caracteristică dualitatea, constituită, pe de o parte, de durerea dispariției prietenului poet din Zamora, Claudio Rodríguez, în 1999, și, pe de alta, de sentimentele trăite la regăsirea unui prieten intim, la jumătatea anilor ’80, la Abu Dhabi, evenimente practic simultane.  A închinat cartea poetului și văduvei acestuia. Totuși, cartea i-a adus mai multe neplăceri decât bucurii, întrucât i-au parvenit ecouri în sensul că mulți cititori, inclusiv văduva poetului, n-au reușit să înțeleagă cele două fațete cu totul diferite, ale poeziei și, în consecință, s-au produs însemnate neînțelegeri. Drept urmare, a avut nevoie de aproximativ opt ani ca să-și recapete inspirația pentru scris. 

### Revenirea: 2014-2016
În martie 2015 reușește să publice Tornaviaje (Întoarcerea din călătorie) în Colecția Torremozas. Poemele au fost dedicate fratelui său mai mare, Agustín, de care fusese foarte legată în copilărie. Ele exprimă, totodată, depășirea tristeței provocate de neînțelegerea pomenită, în cazul cărții anterioare. A fost ultima ei carte, pe care a trimis-o, în viață fiind,  editoarei Luzmaría Jiménez Faro, dar și prima de la Torremozas, care a apărut după moartea sa. Moartea celei mai bune prietene a mamei sale, farmacista din Zaragoza,  Enriqueta Castejón, a  declanșat amintiri, a făcut-o să reia scrisul și să revină la punctul de plecare. De fapt, titlul cărții provine de la exploratorul Augustino Andrés de Urdaneta, cunoscut pentru faptul că a descoperit și documentat ruta dintre Filipine și Acapulco, peste Pacific, cunoscută drept Ruta lui Urdaneta sau Tornaviaje.
În  decembrie 2015 i s–a pubblicat volumul A contratiempo (În contratimp), la Torremozas, ultima ei carte și prima dintr-un gen deosebit de celelalte: de aforisme. A închinat cartea aceasta celor două nepoate, pe care le numea Michmich y Bibich, respective “caisă” și “ciută”, în limba arabă. Este, totodată, un compendiu al filosofiei sale de viață, pe care dorea s-o transmită, s-o recomande, nepoatelor când vor ajunge la vârsta adolescenței. 
La 30 aprilie 2016 s-a stins din viață, în casa ei din Madrid, în timp ce lucra la cea de-a doua parte a cărții  A contratiempo (În contratimp).

## Cărți publicate

### Proză
- El transplante y otras narraciones para casi adultos (Transplantul și alte narațiuni pentru cei aproape adulți), Editura Heraldo de Aragón, Zaragoza, 1981
- The Man With White Slacks (Omul cu pantaloni albi), Editura Vantage Press, New York, 1985.
- Por amor a Wolfgang Amadeus (De dragul lui Wolfgang Amadeus), Editura Grupo G, Finalistă a Premiului Puente de Ventas 1997, Madrid 1998.

### Poezie
- La eterna prometida (Veșnica logodnică), Editura Andromeda, Madrid 1987.
- A través de mi noche (Prin noaptea mea), Strudiu de Proiecție Editorială, Bilbao 1989.
- Cuarto creciente (Al doilea pătrar), Editura Andromeda, Madrid 1990.
- A orillas del Yamuna - On the Banks Of The Yamuna- (La țărmul Yamunei) versiune bilinvă engleză/spaniolă, Wiley Eastern Limited, New Delhi, 1993
- La casa abandonada (Casa părăsită), Editura Torremozas, Madrid, 1995.
- Si por mi nombre alguna vez me llamas (De mă vei chema vreodată pe nume), Colecția Yedra, Premiul de Poezie “Nicolás del Hierro”, Piedrabuena (Ciudad Real), 1997.
- En el frágil costado de la infancia (Pe coasta șubredă a copilăriei), Consiliul Regional din Zaragoza, 2000.
- Requiem de julio (Recviem de iulie), Colecția Torremozas, Editura Torremozas, 2006.
- Tornaviaje (Întoarcerea din călătorie), Colecția Torremozas, Editura Torremozas, 2015.

### Aforisme
- A contratiempo (În contratimp), Colecția Nocturnă Imponderabilă, Editura Torremozas, 2015

## Premii literare
- Premiul special „La Espiga” la concursul “Pâine de Grâu” din La Solana (Ciudad Real), 1990.
- Premiul special „La Tahona” la concursul “Pâine de Grâu” din La Solana, 1991.
- Premiul întâi la concursul de poezie al Primăriei din La Solana, 1994.
- Premiul de Poezie “Nicolás del Hierro”, Piedrabuena (Ciudad Real), 1997.
- Finalistă a Premiului de Povestiri “Puente de Ventas”, Madrid, 1997.